# Drevljani
Drevljani (ukrajinsko Древляни, Drevljani, rusko Древля́не, Drrevljane) so bili pleme zgodnjih Vzhodnih Slovanov, ki je med 6. in 10. stoletjem naseljevalo Polesje in  Desnobrežno Ukrajino  zahodno od Vzhodnih Poljanov. Na zahodu je njihovo ozemlje segalo do reke Sluč, kjer so živeli Volinjani in Bužani. Severni sosedje Drevljanov so bili Dregoviči. 

## Etnonim
Ime Drevljanov izhaja iz slovanske besede drevo ali derevo, ki lahko pomeni drevo  ali les, in je povezano z njihovim življenjem v gozdovih. Njihovo ime se lahko prevede kot "gozdni prebivalci". Kot take (Forsderen-Liudi) jih je verjetno omenil bavarski geograf v 9. stoletju. Nestor Letopisec (1056–1114) omenja, da so se tisti Slovani, ki so se naselili na odprtih poljih, imenovali Poljani (po slovanski besedi, ki pomeni polje), tisti v gozdnih predelih pa Drevljani.

## Naselja
Drevljani so pustili številne arheološke sledi, kot so poljedelske naselbine s polzemljankami in zemljankami, grobišča z gomilami in brez njih, utrjena mesta, kot so Vručij (danes Ovruč), Horodske blizu današnjega Malina, ki je bil domnevno rezidenca drevljanskega kneza Mala,  in druga. Glavno mesto Drevljanov je bil Iskorosten (današnji Korosten), kjer je še vedno mogoče videti skupino strnjenih starodavnih naselbin. Potem ko je Kijevska Rusija podredila Drevljane, je bil Iskorosten požgan do tal, prestolnica pa prenesena v Ovruč. Ob  koncu 1. tisočletja so imeli Drevljani dobro razvito kmetijstvo in obrt.

## Zgodovina
Drevljani so sprva goreče nasprotovali Kijevski Rusiji. Po pisanju v številnih kronikah so imeli Drevljani v času Kija, Ščeka in Koriva, domnevno ustanoviteljev Kijeva, svojo knežjo oblast in so bili pogosto v vojni s Poljani. Leta 883 je novgorodski knez Oleg prisilil Drevljane, da so Kijevu plačevali davek. Leta 907 so Drevljani sodelovali v kijevski vojaški kampanji proti Bizantinskemu cesarstvu. 
Po Olegovi smrti leta 912 so Drevljani prenehali plačevati davek. Varjaški vojskovodja Sveneld jih je namreč prisilil, da so davek plačevali njemu. Po Sveneldovi smrti  je poskušal davek pobirati Olegov naslednik Igor vendar so se Drevljani temu uprli in ga leta 945 ubili. Igorjeva vdova Olga se je za moževo smrt izredno kruto maščevala. Pobila je drevljanske veleposlanike in plemstvo in do tal požgala njihovo prestolnico Iskorosten in druga mesta. Po podjarmljenju Drevljanov je Olga njihova ozemlja spremenila v kijevsko apanažo s središčem v Vručiju. 
Zadnja sodobna omemba Drevljanov je v kroniki iz leta 1136, ki omenja, da je kijevski veliki knez Jaropolk Vladimirovič podaril njihova ozemlja desetinski cerkvi.